# دکتر رامونه: متخصص بیماری‌های مرموز
دکتر رامونه: متخصص بیماری‌های مرموز (ژاپنی: 怪病医ラムネ، هپبورن: Kaibyōi Ramune) یک مجموعه مانگای ژاپنی اثر آهو تورو است. این مانگا در ماهنامه شونن سریوس کودانشا از سپتامبر ۲۰۱۷ تا ژوئیه ۲۰۱۸ منتشر شد. یک مجموعه انیمه تلویزیونی که توسط پلاتینوم ویژن تولید شده است از ژانویه تا مارس ۲۰۲۱ پخش شد.

## خلاصه داستان
تا زمانی که قلب‌ها درون مردم وجود دارد، رنج هم وجود خواهد داشت؛ و بعد چیزی «عجیب» وارد ذهنشان می‌شود و باعث می‌شود بیماری عجیبی در بدن آنها پدیدار شود. این بیماری که «بیماری مرموز» نامیده می‌شود برای بیشتر افراد ناشناخته است، اما قطعاً وجود دارد. یک پزشک هست که با این بیماری مبارزه می‌کند که طب مدرن نمی‌تواند آن را درمان کند. اسم او رامونه است؛ کمی بداخلاق است و حتی شبیه یک پزشک هم نیست. با این حال، هنگامی که او با این بیماری مرموز روبرو می‌شود، می‌تواند به سرعت علت اصلی ناراحتی عمیق بیمارانش را کشف کند و آنها را درمان کند. دکتر رامونه را دست کم نگیرید؛ شاید کمی بدعنق و گستاخ باشد و در ظاهر هم اصلاً شبیه یک پزشک نباشد، اما واقعاً کاربلد است.